# Всеми правдами
«Всеми правдами» (там. சாமி; англ. Saamy) —  индийский фильм режиссёра Хари, вышедший в прокат 1 мая 2003 года в оригинале на тамильском языке. Главные роли сыграли Викрам и Триша Кришнан, Кота Шриниваса Рао дебютировал в тамильском кино в отрицательной роли. Сюжет фильма рассказывает о честном полицейском, который начал брать взятки под давлением системы. Вместе с «Криминальным отделом» картина положила начало тенденции снимать фильмы о полиции в Колливуде.
«Всеми правдами» стал самым кассовым тамильским фильмом в 2003 году и был переснят на телугу, бенгальском, каннада и хинди. Картина также принесла актёру Вивеку несколько премий за лучшее исполнение комической роли. В 2018 году вышло продолжение Saamy Square.

## Сюжет
Арусаами переводят на должность заместителя комиссара в Тирунелвели, где нелегальной торговлей и другими незаконными делами заправляет Пирумал Пичи по прозвищу «Попрошайка». Арусами начинает с того, что требует от своих подчинённых неукоснительного исполнения приказов. Подыскивая жильё, он знакомится с Бхуваной, которая принимает его с помощником за воров.
Когда его вызывает к себе Пирумал Пичи, он, несмотря на славу честного полицейского, соглашается принять взятку в обмен на некоторые уступки со стороны криминального авторитета. Он продолжает наводить порядок в городе используя нетрадиционные методы, которые делают его похожим на бандита, а не полицейского. Параллельно развиваются его отношения с Бхуваной. Однако девушка узнаёт, что он берёт взятки, и разочаровывается.
Арусаами встречается с ней, чтобы всё объяснить. Его отец хотел видеть сына полицейским, так что продал свою землю и заложил дом, чтобы выплатить взятку за рабочее место. Арусаами пытался честно выполнять свою работу, из-за чего его постоянно переводили с места на место, а в Тричи заклеймили взяточником по ложному обвинению. После этого у него опустились руки, но отец посоветовал ему не сдаваться, брать взятки, но добиваться справедливости другими путями. Разговор Бхуваны и Арусаами видит её родственница, после чего молодых людей решают поженить.
Правящей партией в городе была объявлена однодневная забастовка, а Пирумал Пичи потребовал, чтобы в этот день все магазины в городе были закрыты. Однако по просьбе владельцев магазинов Арусаами обеспечил им защиту, чтобы в этот день они могли работать безбоязненно. В ответ Пирумал Пичи устроил беспорядки в день свадьбы заместителя комиссара, в ходе которого были разгромлены несколько лавок и убиты их владельцы, а также четверо полицейских. Арусаами вынужден был уйти с празднования. Поехав к организатору беспорядков, он пообещал ему, что снова заставит того просить милостыню, лишив всего, что у него есть, получил ответ, что у него есть на это неделя, так как Пирумал Пичи добился того, чтобы его снова перевели.
На следующий день Арусаами приказал закрыть все незаконные предприятия Пирумала, разгромить его магазины алкоголя и конфисковать автобусы и грузовики без лицензии. Когда люди Пирумала пришли к нему с угрозами, он арестовал их предводителя. Когда они добились разрешения на проведение забастовки, надеясь по её прикрытием уничтожить своего врага, Арусаами смог повернуть ситуацию против них. Поняв, что он не может совладать с полицейским через свои связи, Пирумал Пичи нанял головорезов, чтобы убить его. Когда ничего не вышло, он нашёл человека, чтобы тот взорвал дом Арусаами. Тому удалось узнать о планах врага, но он решил оставить всё как есть, чтобы потом посадить Пирумала за террористическую деятельность. Однако во взрыве погиб отец Арусаами, который в этот день приехал к сыну из деревни.
Арусаами потребовал, чтобы ему дали арестовать Пирумала, и предоставил своему начальству документы, подтверждающие, что все деньги полученные им в качестве взятки, были переданы на благотворительность. После этого высшие полицейские чины, ранее выгораживающие Пирумала Пичи, отвернулись от него. Тот бросился в бега, но был найден Арусаами, который сказал, что если он арестует Пирумала — пострадают люди, если убьёт — сделает его мучеником, поэтому Пирумал навсегда останется в бегах…

## В ролях
- Викрам — заместитель комиссара С. Арусаами / Саами
- Триша Кришнан — Бхувана
- Кота Шриниваса Рао[англ.] — Пирумал «Попрошайка» Пичи
- Рамеш Кханна[англ.] — инспектор Парамашивам
- Виджаякумар[англ.] — отец Арусами
- Дели Ганеш — отец Бхуваны
- Сумитра[англ.] — мать Бхуваны
- Веннирадай Мурти[англ.] — дедушка Бхуваны
- Манорама — бабушка Бхуваны
- Киртана[англ.] — сестра Бхуваны
- Вивек — Венкатараман Айенгар, зять Бхуваны
- Бала Сингх[англ.] — депутат Атангкараи Шанмугам
- Тиягу[англ.] — депутат Айяретту Сундарам
- Илаваррасу[англ.] — Шивакаси Паттасу Раман, подручный Пирумала
- Раджеш[англ.] — окружной коллектор Тирунелвели
- Поннамалам[англ.] — коррумпированный офицер полиции

## Производство
«Всеми правдами» имел большой на то время бюджет, который оценивался в 5 крор (50 млн рупий). Производством фильма занималась Пушпа Кандасами, дочь К. Балачандера — основателя Kavithalayaa Productions. В качестве режиссёра был приглашен Хари, ранее работавший ассистентом у Балачандера, на счету которого был только один фильм Thamizh.
Главная роль досталась Викраму, который в предыдущие два с половиной года снялся в пяти хитах.
Триша Кришнан была выбрана в качестве героини, поскольку кинокомпания хотела «героиню, которая не была в паре с Викрамом раньше». Это был третий фильм актрисы в Колливуде.
Съёмки проходили в городах Тирунелвели, Салем, Палани и Карайкуди штата Тамилнад.
В Карайкуди снималась сцена, где на Викрама нападают бандиты на выходе из храма. Съёмки заняли пять дней, постановкой боя занимался Суббараян (англ. Subbarayan).

## Саундтрек
| №                   | Название                     | Текст песни         | Исполнители                        | Длительность |
| ------------------- | ---------------------------- | ------------------- | ---------------------------------- | ------------ |
| 1.                  | «Thirunelveli Halwada»       | Снехан              | Палакка́д Шрирам                    | 4:36         |
| 2.                  | «Idhuthaanaa»                | Тамарай             | К. С. Читра                        | 5:19         |
| 3.                  | «Kalyaanam Thaan Kattikittu» | Снехан              | KK, Югендран, Шрилекха Партасарати | 5:02         |
| 4.                  | «Pudichirukku»               | Н. Муттуккумар      | Харихаран, Махати, Комал Рамеш     | 5:03         |
| 5.                  | «Veppamaram»                 | Н. Муттуккумар      | Типпу                              | 5:27         |
| Общая длительность: | Общая длительность:          | Общая длительность: | Общая длительность:                | 25:27        |

## Критика
Малати Рангараджан из The Hindu отметила, что режиссёр Хари смог выдержать баланс между различными компонентами, чтобы привлечь интерес всех типов зрителя, но добавила, что есть также недоработки.
В отзыве с Sify фильм был назван типичной масалаой, включающей все девять рас, но рекомендован только поклонникам боевиков, где нет запрещённых приёмов.
NowRunning заключил, что лишь некоторые сцены делали фильм немного интересным, а флешбэк о взяточничестве Викрама и его вступления в полицию вытянул вторую половину картины.
Баладжи Баласубраманиам с сайта Thiraipadam.com написал, что фильм имеет довольно быстрый темп, и другие составные части, такие как романтика и комедия, не ущемляют его слишком сильно.

## Награды
Filmfare Awards South (Тамили)
- Номинация за лучший фильм
- Номинация за лучшую режиссуру — Хари
- Номинация за лучшую мужскую роль — Викрам[12]
- Номинация за лучшую музыку к песням — Харрис Джаярадж
- Премия за лучшее исполнение комической роли — Вивек[13][14]